# Убервиј
Убервиј (фр. Auberville) насеље је и општина у северној Француској у региону Доња Нормандија, у департману Калвадос која припада префектури Лисје.
По подацима из 2011. године у општини је живело 467 становника, а густина насељености је износила 178,24 становника/km². Општина се простире на површини од 2,62 km². Налази се на средњој надморској висини од 110 метара (максималној 131 m, а минималној 5 m).

## Демографија
| 1962. | 1968. | 1975. | 1982. | 1990. | 1999. | 2011. |
| ----- | ----- | ----- | ----- | ----- | ----- | ----- |
| 114   | 119   | 154   | 137   | 155   | 213   | 467   |

График промене броја становника у току последњих година